# Gobierno Regional de Magallanes y de la Antártica Chilena
El Gobierno Regional de Magallanes y de la Antártica Chilena es el órgano con personalidad jurídica de derecho público y patrimonio propio, que tiene a su cargo la administración superior de la Región de Magallanes y de la Antártica Chilena, Chile, y cuya finalidad es el desarrollo social, cultural y económico de ésta. Tiene su sede en la capital regional, la ciudad de Punta Arenas.
Está constituido por el gobernador y el consejo regional.

## Intendente de la Región de Magallanes
Sin perjuicio de las facultades que le corresponden al intendente en el gobierno de la Región de Magallanes y de la Antártica Chilena, como representante natural e inmediato del presidente en dicho territorio, es el órgano ejecutivo del Gobierno Regional de Magallanes. Es nombrado por el presidente y se mantiene en sus
funciones mientras cuente con su confianza.

## Consejo Regional de Magallanes y de la Antártica Chilena
El consejo regional de la Región de Magallanes y de la Antártica Chilena es un órgano de carácter normativo, resolutivo y fiscalizador, dentro del ámbito propio de competencia del Gobierno Regional, encargado de hacer efectiva la participación de la ciudadanía regional y ejercer las atribuciones que la ley orgánica constitucional respectiva le encomienda.
Está integrado por 14 consejeros elegidos por sufragio universal en votación directa, de cada una de las 4 provincias de la región (8 por Magallanes; 2 por Tierra del Fuego; 2 por Última Esperanza; y 2 por Antártica Chilena) que duran 4 años en sus cargos y pueden ser reelegidos. El consejo regional, por mayoría absoluta de sus integrantes en ejercicio, elige un presidente de entre sus miembros. El presidente del consejo dura cuatro años en su cargo y cesa en él en caso de incurrir en alguna de las causales de cese en cargo de consejero regional, por remoción acordada por los dos tercios de los consejeros regionales en ejercicio o por renuncia aprobada por la mayoría de estos.
El presidente del Consejo Regional de Magallanes es Alejandro Kusanovic Glusevic (IND-REG).

### Listado de consejeros regionales
El consejo regional está compuesto, para el periodo 2025-2029, por:
- Magallanes
  - Rodolfo Arecheta Baleta (Evopoli)
  - Nano Soto Muñoz (RN)
  - Robert Weissohm Heck (PRCh)
  - Juan Morano Cornejo (PDC)
  - Arturo Díaz Valderrama (FA)
  - Antonio Bradasic Sillard (PS)
  - Roxana Gallardo Concha Ind-(UDI)

- Última Esperanza
  - Ximena Montaña Velásquez (FA)
  - Max Salas Illanes (RN)
  - Patricio Gamin Bustamante (PDC)

- Tierra del Fuego
  - Rodolfo Cárdenas Alvarado (PR)
  - Andrés López España (PPD)

- Antártica Chilena
  - José Paredes Soto (RN)
  - Víctor Pérez Santana (PDC)